# Federação Lituana de Voleibol
A Federação Lituana de Voleibol  (em lituano:Lietuvos Tinklinio Federacija LTF) é  uma organização fundada em 1991 que governa a pratica de voleibol da Lituânia, sendo membro da Federação Internacional de Voleibol e da Confederação Européia de Voleibol, a entidade é responsável por organizar  os campeonatos nacionais de  voleibol masculino e feminino no território..